# Samuel Bernard
Pour les articles homonymes, voir Bernard.
Samuel Bernard, comte de Coubert (1725), né à Sancerre le 29 octobre, ou le 28 novembre 1651, et mort à Paris le 18 janvier 1739, est un financier et armateur négrier français.
Issu d'une famille protestante, il débute comme marchand de drap à Paris. Devenu « marchand banquier », il fait fortune à la fin du XVIIe siècle, en achetant les bâtiments pris par les corsaires et grâce à la traite négrière. Il se convertit au catholicisme à la révocation de l’Édit de Nantes. Il est, dans les années 1700, l'un des hommes les plus riches d'Europe et devient le principal banquier du royaume. Anobli et comblé d'honneurs, il s'attache à marier ses enfants dans les plus grandes familles de la noblesse de France.

## Biographie

### Origines protestantes et milieu artistique
Samuel Bernard naît à Sancerre dans une famille protestante d'origine hollandaise. Très jeune, il côtoie le milieu artistique. Son grand-père était peintre dans le faubourg Saint-Germain à Paris, et son père est le peintre, graveur et miniaturiste Samuel-Jacques Bernard (1615-1687). Membre de l'Académie royale de peinture et de sculpture à sa création en 1648, celui-ci en est nommé professeur en 1655. Selon les souvenirs apocryphes de la marquise de Créquy, il « avait embrassé la secte d'Arminius [et] avait été contraint à s'expatrier. »
Du mariage de ses parents, célébré le 8 octobre 1645 au temple de Charenton, naissent neuf enfants ; tous sont baptisés à Charenton, selon le rite réformé.

### Intérêt pour le commerce
Les premières années de sa vie se passent dans une relative quiétude. En France, l'Édit de Nantes (1598) reconnaît la liberté de culte aux protestants. Cependant, contrairement à son père et son grand-père avant lui, Samuel Bernard ne semble pas disposé pour les arts. Il est davantage attiré par le commerce. Son père étant amené à travailler pour la noblesse et la grande-bourgeoisie protestante parisienne, le jeune Samuel est fasciné par les tenues vestimentaires luxueuses que ces personnes revêtent. Il est séduit par le côté artistique de cette industrie autant que par les perspectives financières qu'elle offre. 

### Marchand de draps à Paris
Aussi, après avoir été apprenti pendant trois ans, il devient en 1676, à l'âge de 25 ans, « maître mercier grossiste pour draps d'or, d'argent et de soie de Paris ». Il exerce ce métier quelques années et réalise d'importants profits – quoique sans commune mesure avec sa fortune future. Mais son tempérament aventureux l'incite à prendre des risques et il devient « marchand banquier » (grossiste en marchandises diverses). 
Le contexte politique en France est alors tendu. La Fronde, les guerres menées par Louis XIV – la Guerre de Dévolution en 1667-1668 et la guerre de Hollande entre 1672 et 1678 – et les scandales financiers (notamment celui lié au surintendant des finances Fouquet en 1666) ont considérablement entamé le Trésor royal. En 1672, pour financer la campagne de Hollande, Louis XIV fait appel à Colbert. Bien qu'hostile aux emprunts « qui dévorent l'avenir au profit du présent », ce dernier doit s'y résoudre.
Sur le plan religieux, les guerres successives avec les Provinces-Unies ravivent les suspicions envers les protestants, très présents dans l'industrie et dans le commerce, dans la première moitié des années 1680, aboutissant à la proclamation par le Roi de l'Édit de Fontainebleau en 1685, révoquant l'Édit de Nantes.

### Une fortune acquise dans le commerce, les trafics et la traite négrière
Au moment de la révocation de l'Édit de Nantes, il abjure le protestantisme en la paroisse Saint-Michel de Saint-Denis, le 17 décembre 1685.   
La même année, il crée la Compagnie de Guinée, à la demande de Louis XIV, et étend ses intérêts à la traite des Noirs. Il dispose aussi d'une flotte de navires négriers basée à La Rochelle.  
Pendant ces années, les affaires de Samuel Bernard connaissent une grande expansion. 
Jusqu'en 1695, il est engagé dans des opérations de banque. Il est chargé par le gouvernement de faire remettre leurs traitements aux ambassadeurs à l'étranger. Ces opérations, malaisées en temps de paix en raison des problèmes de conversion et des risques inhérents au transport de sommes en numéraire, étaient encore plus risquées en temps de guerre. Il se substitue alors au Trésor royal et verse les salaires de vingt-et-un ambassadeurs de France, en prenant au passage de confortables commissions. Devenant de plus en plus influent à la Cour de France, il parvient à s'attacher la reconnaissance de plusieurs contrôleurs généraux, notamment celle de Michel Chamillart.
À cette époque, il se met à trafiquer (c'est-à-dire racheter) les prises des corsaires royaux, encouragé notamment par des décisions de Pontchartrain, ministre de la Marine de Louis XIV de 1690 à 1691, autorisant la mise en vente des marchandises saisies en piraterie. En 1696, il est associé à la Compagnie des Indes à l'achat des marchandises saisies sur des bateaux anglais, ce qui lui permet de réaliser des bénéfices considérables. Mais, se rendant compte de l'état réel des finances de la Compagnie, il décide de la quitter, tout comme son associé Antoine Crozat.

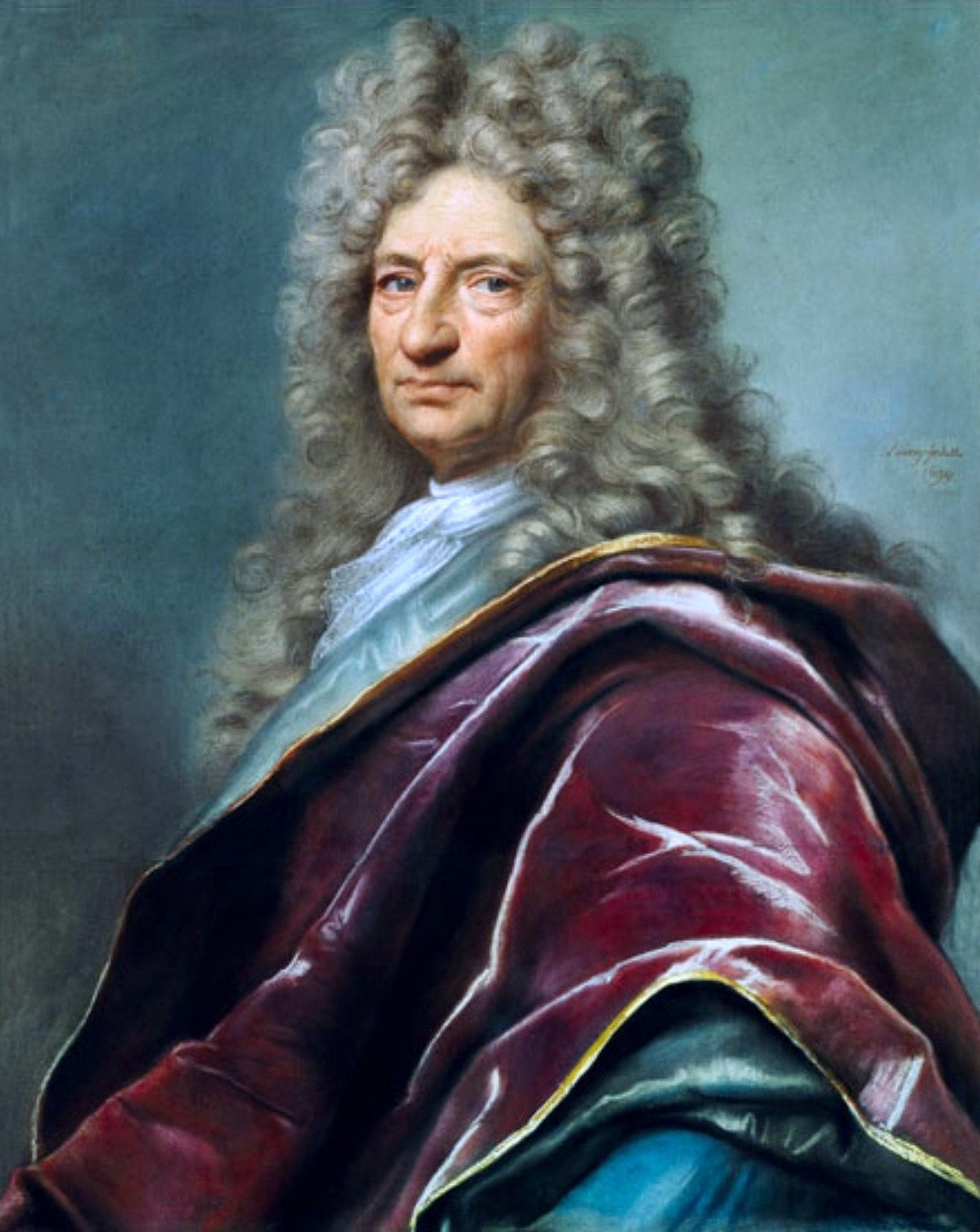
Portrait de Samuel Bernard, peint en 1699 par Joseph Viven (Musée des Beaux-Arts de Rouen).

En effet, dans les années 1690, la France est en proie à des famines régulières. Samuel Bernard profite des relations d'affaires qu'il possède à l'étranger, notamment avec des marchands protestants émigrés, pour importer des denrées dont la France manque. Il importe entre autres du blé, et l’État lui confie des vaisseaux moyennant des frais d'affrètement avantageux. En plus de son réseau de correspondants à l'étranger, il bénéficie d'une organisation financière remarquable. En effet, il est à l'époque l'un des seuls à pouvoir effectuer des virements, grâce à la confiance des banquiers étrangers. Ce faisant, il réduit les délais de manière importante, ce qui constitue un avantage sur ses concurrents. Il emploie à l'époque une dizaine de personnes pour ses affaires.
Au tournant du siècle, il est en possession d'une immense fortune et sa maison de banque est considérée comme l'une des plus importantes du pays. Il parvient en une vingtaine d'années, et grâce à une capacité de travail hors du commun, à une position influente parmi les sphères gouvernementales. Son réseau de correspondants en France, en Europe et en Amérique latine, lui permet d'être au courant des variations des taux de change et des prix des matières premières.

### « Banquier des Rois et sauveur de l’État »[8]
De grand marchand, il devient, après 1700, grand banquier pour le compte du Trésor royal et finance notamment la guerre de Succession d'Espagne, de 1700 à 1714. Grâce à la confiance qu'il inspire, il parvient à emprunter dans des pays en guerre avec la France, notamment en Suisse et en Hollande. Il fournit ainsi au Trésor royal deux cents millions de livres. Les gains énormes qu'il retire de ces prêts font de lui un homme puissant. Le duc de Saint-Simon le qualifie alors de « le plus fameux et le plus riche banquier de l’Europe » . 
Ayant compris que le commerce, pour se développer, avait besoin que les billets de banque aient une valeur stable, et que cette condition ne pouvait être remplie que par la création d'une banque royale, Samuel Bernard défend – en 1706-1707 – l'idée d'une telle banque. Il bénéficie alors du soutien de Trudaine et de Caumartin et avait rallié à lui le contrôleur général des finances, Nicolas Desmarets. Mais, préoccupé par la guerre aux Pays-Bas, le roi s'y oppose. C'est le Régent qui demandera à l'Écossais John Law de créer une telle banque à partir de 1716. 

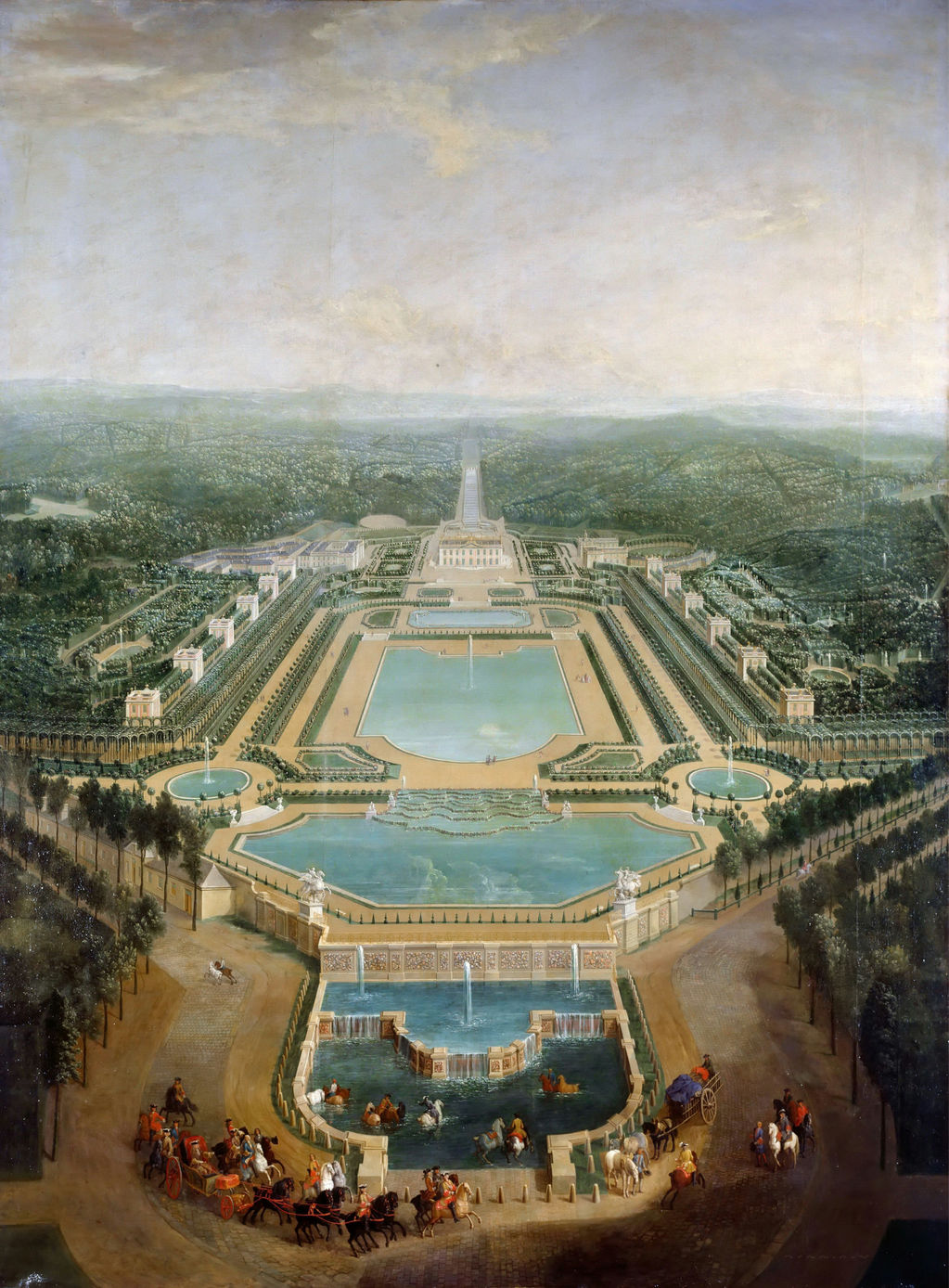
Les jardins du château de Marly par Pierre-Denis Martin en 1724.

En 1708, Louis XIV, qui ne peut compter que sur son crédit, lui fait l'honneur de le recevoir dans les jardins du château de Marly. Pour que le roi n'eût pas à s'abaisser à recevoir en audience le financier, Desmarets organise une petite mise en scène qui a lieu à Marly : 
« Le roi sur les cinq heures, raconte Saint-Simon, sortit à pied et passa devant tous les pavillons [...] Au pavillon suivant, le roi s'arrêta. C'était celui de Desmarets qui se présenta avec le fameux banquier Samuel Bernard qu'il avait mandé pour dîner et travailler avec lui. C'était le plus riche d'Europe et qui faisait le plus gros et le plus assuré commerce d'argent. Le roi dit à Desmarets qu'il était bien aise de le voir avec M. Bernard, puis, tout de suite, dit à ce dernier : 

– Vous êtes bien homme à n'avoir jamais vu Marly, venez le voir à ma promenade, je vous rendrai après à Desmarets.[...]
J'admirais, et je n'étais pas le seul, cette espèce de prostitution du roi, si avare de ses paroles, à un homme de l'espèce de Bernard ».
En effet, Desmarets qui n'était pas parvenu à convaincre Samuel Bernard de concéder un nouveau prêt au Trésor, demande au Roi de flatter ce dernier pour le faire changer d'avis. Bernard revient enchanté de sa promenade avec le Roi, et accorde à Desmarets les crédits que celui-ci lui demandait. 
En 1709, il se tire d'une vraie banqueroute à Lyon, à l'époque la première place financière de France, où il ne peut pas tenir ses engagements. Soutenu par l’État, qui ne pouvait se permettre la faillite d'un financier si influent et si important pour ses finances, il parvient à un accord avec ses créanciers, bien que celui-ci soit en sa défaveur. 
En 1715, la situation des finances du royaume devient intenable. La dette s'élève alors à 2,7 milliards de livres, soit l'équivalent d'une dizaine d'années de recettes. Le lancement d'emprunts en cascade ayant entraîné depuis 1704 une spéculation importante de la part de financiers et d'agents de change mais aussi de nombreux commis de l’État, la plupart d'entre eux sont interpellés à la mort de Louis XIV dans le cadre de l'opération du visa, et certains sont même envoyés à La Bastille. En 1716, Samuel Bernard échappe aux poursuites en restituant six millions de livres à l'État.

### Anoblissement et propriétés foncières
Sa fortune assurée et son influence sur les finances du gouvernement établie, Samuel Bernard va chercher une reconnaissance, que l'argent seul ne pouvait lui apporter.  
Il est anobli en 1699 par lettres du roi Louis XIV, qui le fait en 1702 chevalier de l'Ordre de Saint Michel. En 1706, il achète en outre une charge de conseiller-secrétaire du Roi, Maison et couronne de France en la Grande chancellerie de France, charge anoblissante au premier degré, qu'il conserve jusqu'à sa mort. En 1730, il reçoit encore un brevet de conseiller d'État.  
Sa soif de distinctions, dont il est lui-même conscient, ne s'arrête pas là. 
Alors qu'il est marié avec sa première épouse Magdelaine Clergeau, il entame une relation avec Marie-Anne-Armande Carton (Mme Fontaine), également mariée, qu'il comble de cadeaux et d'attention et avec qui il aura trois enfants entre 1706 et 1712. 
Le 30 avril 1722, il lui achète la terre et seigneurie de Passy, et dépense 300 000 livres pour restaurer le château et y aménager un jardin à la française, commande qu'il passe à l'architecte Jules-Robert de Cotte.
Le 29 décembre 1719, il achète la terre de Coubert (Seine-et-Marne) avec son château, qu'il fait reconstruire de 1724 à 1727, peut-être par Germain Boffrand. En 1725, il est fait « comte de Coubert » par Louis XV. Le comté de Coubert passe après lui à son fils, Samuel-Jacques Bernard (1686-1753), puis au fils de celui-ci, Oliver-Samuel-Jacques Bernard (1730-1801), qui le conserve jusqu'à la Révolution. Le château de Coubert a été détruit vers 1820. 
Le 5 novembre 1737, il achète, place des Victoires, l'hôtel du Président Henault, où il meurt un an plus tard et qui passe après lui à son fils Gabriel Bernard de Rieux, puis au fils de celui-ci, Anne Gabriel Bernard de Boulainvilliers, lequel le vend le 20 mai 1784. Cet hôtel a été détruit en 1883 pour achever le percement de la rue Étienne Marcel.  
Il possède aussi un vaste hôtel particulier rue Notre-Dame des Victoires et acquiert la seigneurie de Glisolles en Normandie, en 1731. 
Le 2 août 1728, il achète aussi à sa belle-famille le marquisat de Méry-sur-Oise, dont il dote sa plus jeune fille, lorsqu'il la marie en 1733, à l'âge de 13 ans. 

Devenu un grand propriétaire foncier, il s'attache à marier ses enfants et ses petits-enfants dans la meilleure noblesse de robe et d'épée, en leur accordant des dots importantes. Il offre à ces occasions des réceptions où se pressent les gens du monde et les gens de lettres. Sa maison est réputée pour la bonne chère et les bonnes bouteilles qui y sont servies.

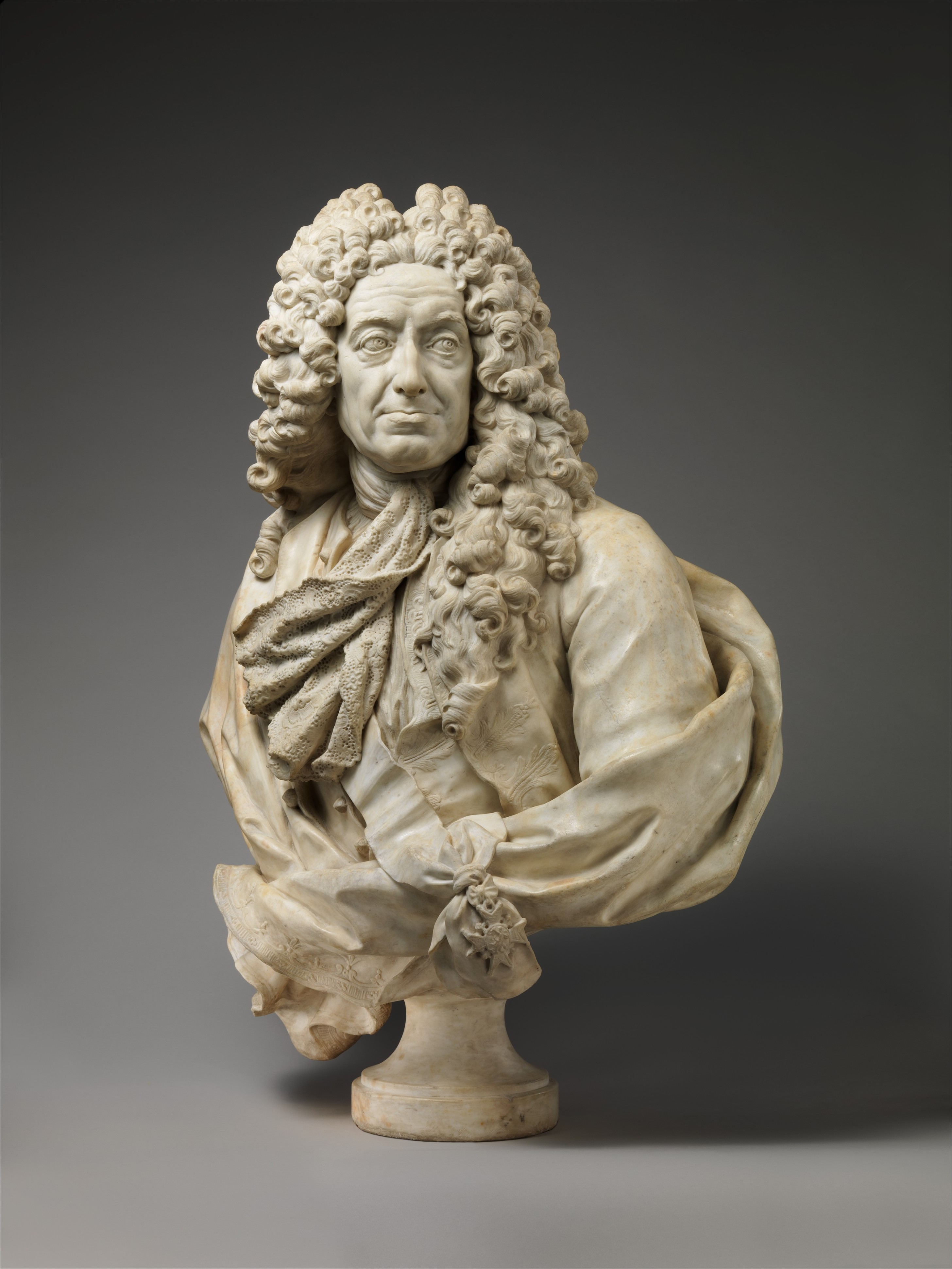
Buste de Samuel Bernard par Guillaume Coustou (vers 1727).

À l'époque de son remariage, en 1720, il fait sculpter son buste dans le marbre par Guillaume Coustou. Ce buste est aujourd'hui au Metropolitan Museum of Art de New-York. 
En 1726, moyennant 7 200 livres, Samuel Bernard fait peindre son portrait par Hyacinthe Rigaud. Cette œuvre de grande taille (1,66 m sur 2,65 m) le représente vers la fin de sa vie, assis et en pied. Reproduite à l'époque, en 1729, en gravure, elle est aujourd'hui conservée au Musée national du château de Versailles. 
Un pastel exécuté en 1699 par Joseph Vivien est généralement considéré comme étant son portrait. Cette œuvre se trouve aujourd'hui au Musée des Beaux-arts de Rouen.

## Décès et postérité
Samuel Bernard décède le 18 janvier 1739 à Paris, à l'âge de 87 ans, dans son hôtel de la place des Victoires (cf. Marais-Louvre : Hôtels particuliers de la place des Victoires ; il avait aussi un hôtel rue Notre-Dame des Victoires), des suites d'une artérite dont il souffrait depuis trois ans. Il est inhumé à Paris dans l'église Saint-Eustache. En 1787, ses ossements sont transférés aux catacombes de Paris. 
À sa mort, il laisse une immense fortune, évaluée à 33 millions de livres, que se partagent ses descendants. L'aîné de ses fils reçoit le comté de Coubert, le plus jeune la terre de Glisolles et l'hôtel de la rue Notre-Dame des Victoires.
À sa maîtresse, Madame Fontaine, il laisse « le château de Passy, deux immeubles à Auteuil, 355 marcs 6 onces de vaisselle en argent et la remise gracieuse de ses dettes et emprunts ».
Il comptait parmi ses débiteurs une centaine de familles nobles en France et à l'étranger, mais également de membres de la haute bourgeoisie française, un grand nombre d'hommes politiques, de fonctionnaires et de magistrats. Mais, grand seigneur, « par diplomatie et parfois poussé par un sentiment de bonté, Samuel Bernard savait oublier l'argent qu'on lui devait ». En mariant ses descendants dans des familles nobles, il avait aidé celles-ci à redorer leur blason.

## Mariages et descendance
Samuel Bernard épouse en 1681 Magdelaine Clergeau, fille de Pierre Clergeau, bourgeois de Paris, et Hélène Métayer, faiseuse de mouches de la rue Saint-Denis. Issue d'un milieu relativement modeste, comme lui, elle décède en 1716 à Paris, de la petite vérole. 
Il en a pour enfants :
- Madeleine Marie Bernard (1684-1716), mariée avec Jacques Hardouin-Mansart, fils de l'architecte Jules Hardouin-Mansart, comte de Sagonne ;
- Samuel-Jacques Bernard (1686-1753), comte de Coubert (1739), surintendant des finances, domaines et affaires de la reine (1725), marié en 1715 avec Elisabeth Olive Louise Frotier de La Coste Messelière ; il possède son propre hôtel parisien rue du Bac (en partie acheté et en partie construit par lui ; cf. l'Hôtel de Jacques-Samuel Bernard sur Paris-promeneurs et Pop.culture).
- Gabriel Bernard de Rieux (1687-1745), président de la deuxième chambre des enquêtes du Parlement de Paris, marié en 1717 avec Bonne de Saint Chamans, puis en 1719 avec Suzanne Marie Henriette de Boulainvilliers, fille d'Henri, comte de Boulainvilliers ;
- Vincent Bernard de la Livinière, officier, guidon de gendarmerie, mestre de camp du Régiment royal étranger de cavalerie, mort le 28 août 1719, sans postérité ;

Veuf, Samuel Bernard se remarie dans la chapelle du château de Méry-sur-Oise en août 1720 avec Pauline de Saint-Chamans, sœur de sa belle-fille. Elle est la fille de François de Saint-Chamans, marquis de Méry, et de Bonne de Chastellux. Beaucoup plus jeune que lui, elle décède le 2 mai 1763, à l'âge de 68 ans. Dont : 
- Bonne Félicité Bernard (1721-1784), mariée en 1733 avec Mathieu-François Molé, comte de Champlatreux, président à mortier au Parlement de Paris.

Pendant son premier mariage, il a également trois filles naturelles nées de Marie-Anne-Armande Carton Dancourt, dite Manon, fille de l'acteur Florent Carton Dancourt, et épouse de Jean-Louis-Guillaume Fontaine (1666-1714), commissaire et contrôleur de la Marine et des Guerres au département des Flandres et de Picardie, mari accommodant qui reconnut ses filles :
- Louise-Marie-Madeleine Guillaume de Fontaine (1706-1799), mariée le 1er décembre 1722 à Paris[25] en l'église Saint-Roch, avec Claude Dupin (1686-1769), fermier général, receveur général des Finances, seigneur de Chenonceau et du marquisat du Blanc (déjà père, par un 1° lit, de Louis-Claude Dupin de Francueil (1715-1786), le grand-père paternel de George Sand) : d'où Jacques-Armand Dupin de Chenonceaux (1727-1767) ; Jean-Jacques Rousseau fut le secrétaire particulier de Louise de Fontaine et le précepteur de son fils Jacques-Armand.
- Marie-Louise Guillaume de Fontaine (1710-1765), mariée le 16 octobre 1724 en l'église Notre-Dame-de-Grâce-de-Passy, avec Antoine Alexis Panneau d'Arty, directeur général des Aides de 1737 à 1743. Elle fut l'amie de cœur du prince de Conti.
- Françoise-Thérèse Guillaume de Fontaine (1712-1765), mariée à Passy le 12 mai 1729 avec Nicolas Vallet, seigneur de La Touche.

## Armoiries
| Figure | Blasonnement                                                                         |
|        | d'azur à l'ancre d'argent, senestrée en chef d'une étoile du même, rayonnante d'or,. |